# Thank Your Lucky Stars (Beach House)
Thank Your Lucky Stars è il sesto album in studio del gruppo dream pop statunitense Beach House, pubblicato nell'ottobre 2015.

## Tracce
Testi e musiche di Victoria Legrand & Alex Scally.
1. Majorette – 4:00
2. She's So Lovely – 4:22
3. All Your Yeahs – 3:48
4. One Thing – 5:35
5. Common Girl – 3:07
6. The Traveller – 4:03
7. Elegy to the Void – 6:29
8. Rough Song – 5:14
9. Somewhere Tonight – 4:13